# The Emptiness Machine
«The Emptiness Machine» — пісня американського рок-гурту Linkin Park. 5 вересня 2024 року вона вийшла як головний сингл майбутнього восьмого студійного альбому гурту «From Zero». Це перший сингл гурту за участі вокалістки Емілі Армстронг і барабанщика Коліна Бріттейна, а також перший сингл без Честера Беннінгтона й Роба Бурдона.

## Реакція
Revolver описав композицію «The Emptiness Machine», як «переповнений енергією рок-гімн у перевіреній часом традиції LP».

## Учасники
Список учасників запозичено з Tidal.
Linkin Park
- Емілі Армстронг — вокал, компонування
- Колін Бріттен — ударні, компонування, співпродюсування
- Бред Делсон — гітари, бек-вокал, компонування, співпродюсування
- Дейв «Фенікс» Фаррелл — бас, бек-вокал, компонування
- Джо Ган – семпли, програмування, бек-вокал, компонування
- Майк Шинода — клавішні, бек-вокал, компонування, вокал, продюсування, звукорежисура

Додаткові учасники
- Ніл Аврон — мікшування
- Емерсон Манціні — мастеринг
- Етан Мейтс — звукорежисура
- Скотт Скжинскі — додаткове мікшування

## Чарти
| Чарт (2024)                 | Пікова позиція |
| --------------------------- | -------------- |
| US Rock Airplay (Billboard) | 24             |